# Marquette (circonscription provinciale)
Circonscription électorale provinciale du Canada
Marquette est une circonscription électorale québécoise située sur l'Île de Montréal. Elle est nommée en l'honneur du jésuite et explorateur Jacques Marquette. 

## Historique
La circonscription de Marquette a été créée lors de la refonte de la carte électorale de 1980. Elle est détachée des circonscriptions de Jacques-Cartier, Marguerite-Bourgeoys et Notre-Dame-de-Grâce et comprend une partie de la ville de Lachine et une partie de celle de LaSalle. Elle est agrandie en 1988 par l'ajout du reste de la ville de Lachine. En 2001 elle est également agrandie, par l'ajout de la ville de Dorval à sa limite ouest, tandis qu'à l'est elle cède une partie de la ville de LaSalle. En 2011 elle est légèrement réduite par le retrait de la partie de LaSalle qui restait dans la circonscription.

## Territoire et limites
La circonscription de Marquette comprend les villes de Dorval et L'Île-Dorval ainsi que l'arrondissement Lachine de la ville de Montréal.

## Liste des députés
| Législature                                                                         | Années       | Député          | Député         | Parti   |
| ----------------------------------------------------------------------------------- | ------------ | --------------- | -------------- | ------- |
| Marquette Créée depuis Jacques-Cartier, Marguerite-Bourgeoys et Notre-Dame-de-Grâce |              |                 |                |         |
| 32e                                                                                 | 1981–1985    |                 | Claude Dauphin | Libéral |
| 33e                                                                                 | 1985–1989    |                 | Claude Dauphin | Libéral |
| 34e                                                                                 | 1989–1994    |                 | Claude Dauphin | Libéral |
| 35e                                                                                 | 1994–1998    | François Ouimet |                | Libéral |
| 36e                                                                                 | 1998–2003    | François Ouimet |                | Libéral |
| 37e                                                                                 | 2003–2007    | François Ouimet |                | Libéral |
| 38e                                                                                 | 2007–2008    | François Ouimet |                | Libéral |
| 39e                                                                                 | 2008–2012    | François Ouimet |                | Libéral |
| 40e                                                                                 | 2012–2014    | François Ouimet |                | Libéral |
| 41e                                                                                 | 2014–2018    | François Ouimet |                | Libéral |
| 42e                                                                                 | 2018–2022    | Enrico Ciccone  |                | Libéral |
| 43e                                                                                 | 2022–présent | Enrico Ciccone  |                | Libéral |

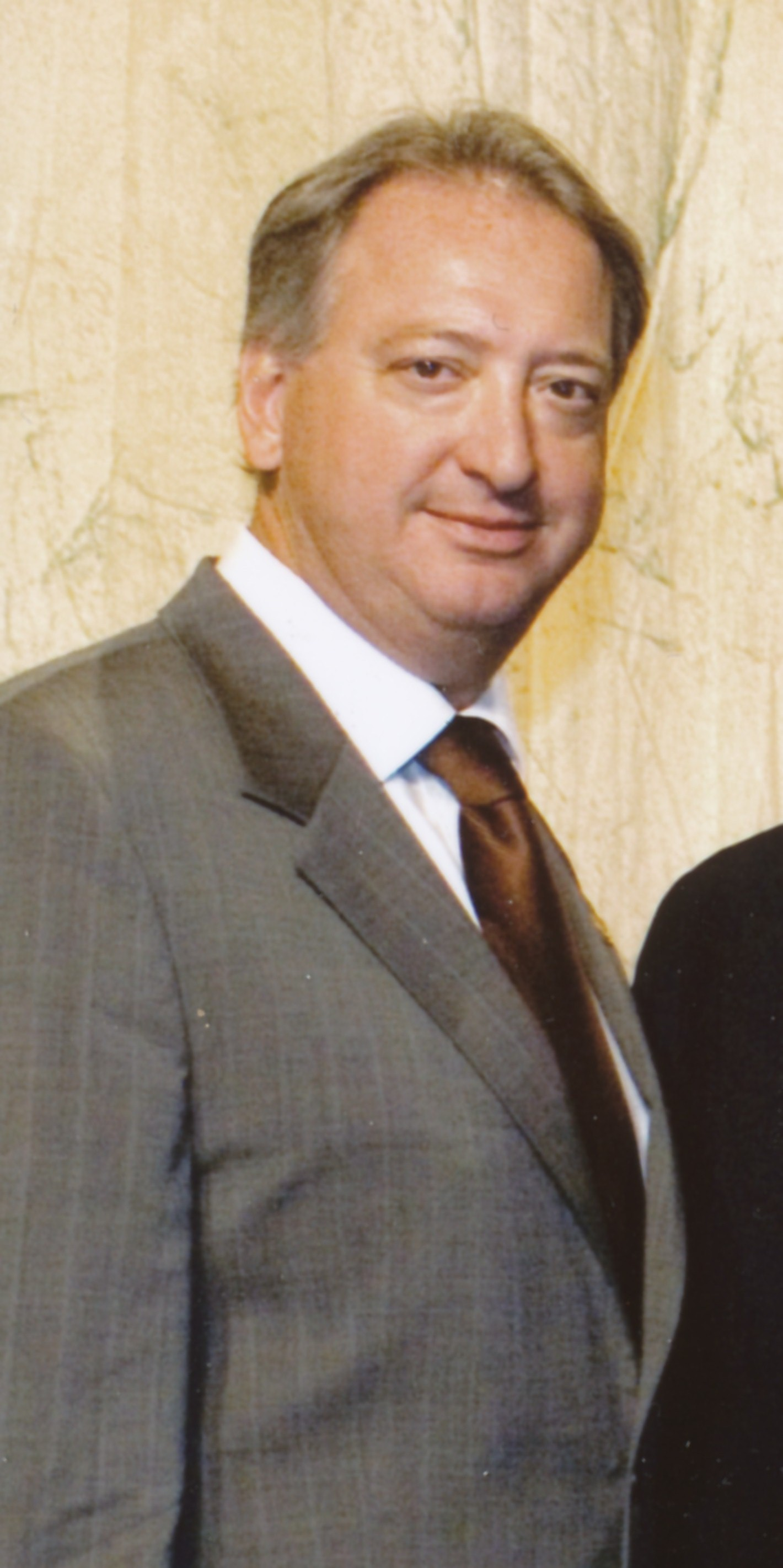
Claude Dauphin est député de Marquette de 1981 à 1994 pour le Parti libéral du Québec.
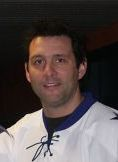
Enrico Ciccone est député de Marquette depuis 2018.

## Résultats électoraux

### Évolution pour les principaux partis
| |
| - Parti libéral - Parti québécois - Union nationale (ancien) - Égalité (ancien) - Action démocratique (ancien) - Québec solidaire - Coalition avenir - Parti conservateur |

### Résultats détaillés
|                                                                                               | Nom                      | Parti            | Nombre de voix | %      | Maj.  |
| --------------------------------------------------------------------------------------------- | ------------------------ | ---------------- | -------------- | ------ | ----- |
|                                                                                               | Enrico Ciccone (sortant) | Libéral          | 12 255         | 46,7 % | 6 533 |
|                                                                                               | Marc Baaklini            | Coalition avenir | 5 722          | 21,8 % | -     |
|                                                                                               | Jérémy Côté              | Québec solidaire | 2 956          | 11,3 % | -     |
|                                                                                               | Sam Nassr                | Conservateur     | 2 395          | 9,1 %  | -     |
|                                                                                               | Stéphane Richard         | Parti québécois  | 2 114          | 8,1 %  | -     |
|                                                                                               | Shameem Jauffur          | Vert             | 682            | 2,6 %  | -     |
|                                                                                               | Félix Vincent Ardea      | Indépendant      | 100            | 0,4 %  | -     |
| Total                                                                                         | Total                    | Total            | 26 224         | 100 %  |       |
| Le taux de participation lors de l'élection était de 58,3 % et 294 bulletins ont été rejetés. |                          |                  |                |        |       |

|                                                                                               | Nom                | Parti               | Nombre de voix | %      | Maj.  |
| --------------------------------------------------------------------------------------------- | ------------------ | ------------------- | -------------- | ------ | ----- |
|                                                                                               | Enrico Ciccone     | Libéral             | 11 819         | 43 %   | 4 026 |
|                                                                                               | Marc Hétu          | Coalition avenir    | 7 793          | 28,3 % | -     |
|                                                                                               | Anick Perreault    | Québec solidaire    | 3 153          | 11,5 % | -     |
|                                                                                               | Carole Vincent     | Parti québécois     | 2 139          | 7,8 %  | -     |
|                                                                                               | Kimberly Salt      | Vert                | 1 111          | 4 %    | -     |
|                                                                                               | Olivia Boye        | Conservateur        | 599            | 2,2 %  | -     |
|                                                                                               | John Symon         | NPD Québec          | 596            | 2,2 %  | -     |
|                                                                                               | Patrick Desjardins | Citoyens au pouvoir | 150            | 0,5 %  | -     |
|                                                                                               | Roger Déry         | Indépendant         | 134            | 0,5 %  | -     |
| Total                                                                                         | Total              | Total               | 27 494         | 100 %  |       |
| Le taux de participation lors de l'élection était de 59,6 % et 366 bulletins ont été rejetés. |                    |                     |                |        |       |

|                                                                                               | Nom                         | Parti            | Nombre de voix | %      | Maj.   |
| --------------------------------------------------------------------------------------------- | --------------------------- | ---------------- | -------------- | ------ | ------ |
|                                                                                               | François Ouimet (sortant)   | Libéral          | 20 342         | 62,5 % | 15 618 |
|                                                                                               | Élisabeth Fortin            | Parti québécois  | 4 724          | 14,5 % | -      |
|                                                                                               | Marc Thériault              | Coalition avenir | 4 358          | 13,4 % | -      |
|                                                                                               | Marie-France Raymond-Dufour | Québec solidaire | 1 915          | 5,9 %  | -      |
|                                                                                               | John Symon                  | Vert             | 679            | 2,1 %  | -      |
|                                                                                               | Pierre Ennio Crespi         | Conservateur     | 195            | 0,6 %  | -      |
|                                                                                               | Thierry Bisaillon-Roy       | Parti nul        | 178            | 0,5 %  | -      |
|                                                                                               | Maude Paquette              | Option nationale | 151            | 0,5 %  | -      |
| Total                                                                                         | Total                       | Total            | 32 542         | 100 %  |        |
| Le taux de participation lors de l'élection était de 71,2 % et 308 bulletins ont été rejetés. |                             |                  |                |        |        |

|                                                                                               | Nom                       | Parti            | Nombre de voix | %      | Maj.  |
| --------------------------------------------------------------------------------------------- | ------------------------- | ---------------- | -------------- | ------ | ----- |
|                                                                                               | François Ouimet (sortant) | Libéral          | 15 343         | 49,2 % | 8 660 |
|                                                                                               | Étienne Gougoux           | Parti québécois  | 6 683          | 21,4 % | -     |
|                                                                                               | Victor A. Tan             | Coalition avenir | 6 101          | 19,6 % | -     |
|                                                                                               | Claudelle Cyr             | Québec solidaire | 1 628          | 5,2 %  | -     |
|                                                                                               | John Symon                | Vert             | 992            | 3,2 %  | -     |
|                                                                                               | Patrick Valois            | Option nationale | 440            | 1,4 %  | -     |
| Total                                                                                         | Total                     | Total            | 31 187         | 100 %  |       |
| Le taux de participation lors de l'élection était de 70,4 % et 354 bulletins ont été rejetés. |                           |                  |                |        |       |